# Портер, Дэвид Диксон
Дэвид Диксон Портер (англ. David Dixon Porter; 8 июня 1813 — 13 февраля 1891) — американский морской офицер, принадлежащий к самой знаменитой семье в истории американского флота.
Он был вторым по рангу высшим офицером американского флота (после Дэвида Фаррагута) и после войны служил суперинтендантом Морской Академии.
Похоронен на Арлингтонском национальном кладбище.